# Ernst Breit
Ernst Breit (Lohe-Rickelshof, 20 augustus 1924 – 22 februari 2013) was een Duits vakbondsvoorzitter van de Deutsche Gewerkschaftsbund (DGB) en het Europees Verbond van Vakverenigingen (EVV).

## Levensloop
Na het secundair onderwijs werd hij in 1941 postkantoorinspecteur voor de Duitse posterijen. Tijdens de Tweede Wereldoorlog moet hij in oorlogslegerdienst en een aansluitende gevangenschap keert hij in 1946 terug naar het Duitse postbedrijf. Hij engageerde zich bij de wederopbouw van DGB en was militant lid van de DGB-vakcentrale Deutsche Postgewerkschaft (DPG) waarbij hij de belangen vertegenwoordigde van het personeel als lid van de syndicale delegatie. 
Zo was hij tussen 1948 tot 1956 actief in de werkraad Holstein en van 1959 tot 1971 voorzitter van de hoofdpersoneelraad van het Federale Ministerie van Post en Telecommunicaties. 
In 1971 werd hij verkozen tot opvolger van Heinz Oskar Vetter aan het hoofd van de DGB, hij bleef dit tot aan zijn pensioen in 1991. Daarnaast was hij voorzitter van het EVV van 1985 tot 1991. In 1990 ontving hij het Grote Kruis van Verdienste met Ster en Grootlint in de Orde van Verdienste van de Bondsrepubliek Duitsland.
Zijn dochter Ursula is gehuwd met SPD-politicus Thilo Sarrazin. 
Breit overleed in februari 2013. 
Gerelateerde onderwerpen: Vakbond · Vakcentrale · Syndicalisme · Sociale zekerheid · Arbeid · Werkloosheid